# مکای
مکای یا ماکای (در انگلیسی: Mackay) نام یکی از شهرهای ایالت کوئینزلند استرالیا است. این شهر در شمال شرق این ایالت و در ساحل اقیانوس آرام قرار دارد.

## دربارهٔ مکای
مکای شهری است با آب و هوای نیمه استوایی که در نُه صد کیلومتری شمال بریزبین قرار گرفته‌است. این منطقه در سال ۱۹۷۰ توسط بریتانیائی‌ها مشاهده شد و کاپیتان کوک برخی مناطق آن را نامگذاری کرد. نام مکای برگرفته از نام جان مکای ماجراجوی جوان اسکاتلندی است که در سال ۱۸۶۰ همراه با گروهی هشت نفره، به مدت یک هفته به اکتشاف مناطق دست نخورده این منطقه و آشنایی با ساکنان بومی آنجا پرداختند. مکای مرکز تولید شکر در استرالیا است و به پایتخت شکر استرالیا شهرت یافته‌است. یک سوم شکر تولید استرالیا، محصول این منطقه است. جمعیت این شهر اندکی بیش از ۸۲ هزار نفر است.

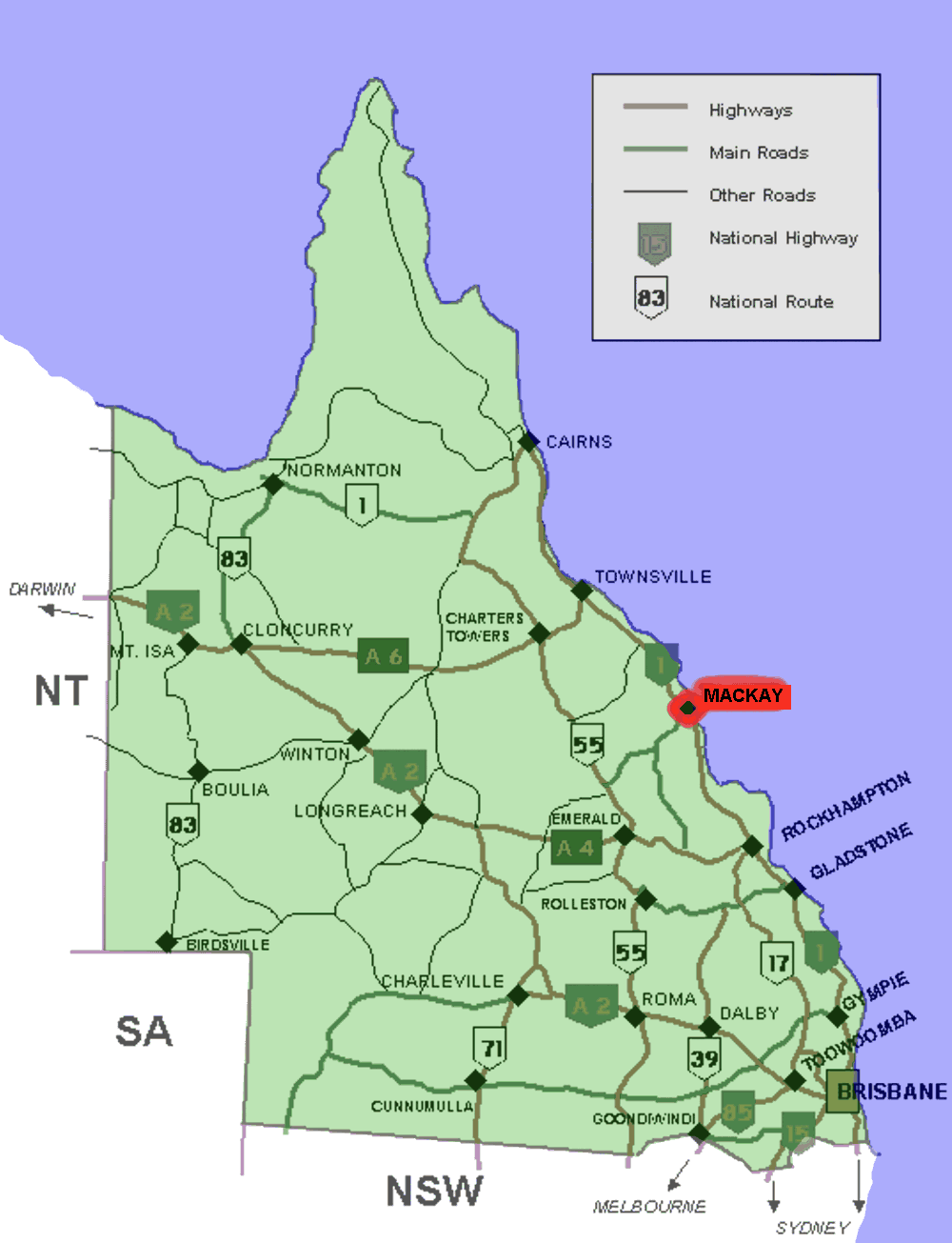
جانمای مکای در ایالت کوئینزلند

## دیدنی‌ها
- باغهای گیاهی منطقه‌ای
- پارک ملی اونگِلا
- جزیره‌های ویتساندی Whitsunday Islands
- صخره‌های مرجانی بزرگ استرالیا